# Chambre de commerce et d'industrie de Paris
La chambre de commerce et d'industrie de Paris est une chambre de commerce et d'industrie territoriale (CCIT) rattachée à la chambre de commerce et d'industrie de région Paris - Île-de-France.

## Pour approfondir